# Powiat de Toruń
Le powiat de Toruń (en polonais : powiat toruński) est un powiat appartenant à la Voïvodie de Couïavie-Poméranie dans le centre-nord de la Pologne.

## Division administrative
Le powiat comprend 9 communes :
- 1 commune urbaine : Chełmża ;
- 8 communes rurales : Chełmża, Czernikowo, Lubicz, Łubianka, Łysomice, Obrowo, Wielka Nieszawka et Zławieś Wielka.